# Visita ad limina
Una visita ad limina és el viatge que fan periòdicament els bisbes a Roma per visitar les tombes dels primers apòstols, pregar-hi i informar al Papa de les novetats de la seva diòcesi. Té lloc cada cinc o deu anys (si ho autoritza el pontífex) i si no l'efectua el bisbe titular ho ha de fer un membre de la seva jurisdicció de manera excepcional. Aquestes visites van iniciar-se com una mena de contacte informal entre comunitats i a partir del segle V es van generalitzar entre les diòcesis italianes, com una via per garantir la unitat doctrinal i resoldre problemes després de la caiguda de l'Imperi Romà que havia actuat com a nexe polític.
A la butlla Romanus pontifex (1585) es va regular la periodicitat d'aquestes visites i es van estendre a tots els bisbats. Va refermar-se la seva obligatorietat en un decret de 1909, on també es van detallar els mínims sobre els quals cal informar: estat moral de la diòcesi, avenç o retrocés de les pràctiques, dades dels seus habitants i del bisbe i qualsevol conflicte que hagi pogut sorgir entre les visites.